# Llista de proves de l'atletisme
Aquí podeu trobar una llista de proves (curses, salts, llançaments i combinades) que es considera que formen part de l'esport de l'atletisme.

## Actualment
Nota: Aquí hi ha totes les proves de l'atletisme, no necessàriament olímpiques.

### Masculines

#### Curses
| - Llisos - 60 m - 100 m - 200 m - 400 m - 800 m - 1000 m - 1500 m - Milla - 2000 m - 3000 m - Dues milles - 5000 m - 10000 m - 20000 m - Mitja Marató - Una hora - 25000 m - 30000 m - Marató |  | - Tanques i obstacles - 60 m - 100 m - 110 m - 400 m - 3000 obstacles - Marxa - 5 km (pista i ruta) - 10 km (pista i ruta) - 20 km (pista i ruta) - 30 km (pista i ruta) - 50 km (pista i ruta) - Relleus - 4x100 m - 4x200 m - 4x400 m - 4x800 m - 4x1500 m - 4x1100 m |

#### Salts i Llançaments
| - Salts - Salt d'alçada - Salt amb perxa - Salt de llargada - Triple salt |  | - Llançaments - Pes - Disc - Martell - Javelina |

#### Combinades
- Pentatló (aire lliure)
- Pentatló (pista coberta)
- Decatló
- Heptatló

### Femenines

#### Curses
- Llisos
  - 100 m
  - 200 m
  - 400 m
  - 800 m
  - 1000 m
  - 1500 *
  - Milla
  - Mitja Marató
  - Marató
  - Una hora
  - escalada
  - Marató

- Tanques i obstacles
  - 60 m
  - 110 m
  - 400 m
  - 3000 obstacles

- Marxa
  - 5 km (pista)
  - 10 km (pista)
  - 20 km (pista)
  - 20 km (camí)

- Relleus
  - 4x100 m
  - 4x200 m
  - 4x400 m
  - 4x800 m

#### Salts i Llançaments
| - Salts - Salt d'alçada - Salt amb perxa - Salt de llargada - Triple Salt |  | - Llançaments - Pes - Disc - Martell - Javelina |

#### Combinades
- Heptatló

## Disciplines olímpiques anteriors
Aquí hi ha una llista de proves olímpiques que en l'actualitat ja no ho són.
Nota: Aquesta llista és de proves que han estat olímpiques i actualment no ho són, per tant pot ser que algunes proves conicideixin amb les de la llista anterior, que era de proves de l'atletisme en general, no només les olímpiques.

### Homes

#### Curses
- 60 m (1900, 1904)
- 200 m (1900, 1904)
- 3.000 m (1912, 1920, 1924)
- 5.000 m ([1900)
- 3 milles (1908)
- 4 milles (1904)
- 5 milles (1906, 1908)
- 2.500 metres obstacles (1900)
- 2.590 metres obstacles (1904)
- 3.200 metres obstacles (1908)
- 4.000 metres obstacles (1900)
- Relleus olímpics (1908)
- 4x1.600 metres relleus (1908)
- Cross: individual i per equips (1912 al 1924)
- 1.500 metres marxa (1906)
- 3.000 metres marxa (1906, 1920)
- 3.500 metres marxa (1908)
- 10 km marxa (1908 a 1952)
- 10 milles marxa (1908)

#### Salts
- Triple salt aturat (1900, 1904)
- Salt d'alçada aturat (1900, 1912)
- Salt de llargada aturat (1900, 1912)

#### Llançaments
- Disc amb les dues mans (1912)
- Llançament de pes (1904, 1920)
- Bola, amb les dues mans (1912)
- Javelina estil lliure (1906 i 1908)
- Javelina amb les dues mans (1912)
- Llançament de pedra(1906)
- Triatló
- Pentatló (1906 a 1924)
- Heptatló flexible (1904)
- La prova de la corda

### Dones
- 3.000 metres llisos (1984 a 1992)
  - 80 mt (1932 a 1968)
- Pentatló (1964 a 1980)

## Disciplines no olímpiques
Aquí hi ha una llista de proves no olímpiques.
Nota: Aquesta llista és de proves que no olímpiques, per tant pot ser que algunes proves conicideixin amb les de la primera llista, que era de proves de l'atletisme en general, no només les olímpiques.

### Curses
- 1.000 metres llisos
- 3.000 metres llisos
- 10 km per camins
- Mitja marató
- 100 km llisos
- Relleus de Suècia (400-300-200-100m)
- Relleus olímpics (400-200-200-800m)
- 3x1000m relleus
- 10.000 metres marxa per camins
- Pentatló (només homes)